# Hrvatska opozicija
Sredinom siječnja 1902. spojile su se Stranka prava i Neodvisna narodna stranka pod imenom Hrvatska opozicija, kojoj su pristupili i pojedini hrvatski naprednjaci. Godinu dana poslije – u siječnju 1903. – Hrvatska je opozicija ustrojena kao jedinstvena stranačka organizacija pod novim imenom: Hrvatska stranka prava.